# Медицина и фармакология в средневековом исламском мире
Медицина и фармакология в средневековом исламском мире представляют собой важный аспект интеллектуального и научного развития, происходившего в период золотого века ислама. Эти дисциплины получили широкое развитие благодаря трудам, написанным на арабском языке, который был основной лингва франка исламской цивилизации того времени. Исламская медицина и фармакология сформировались как результат интеграции традиционных арабских медицинских знаний с влияниями из других культур, таких как греческая, персидская и индийская медицинские традиции. Переводы научных текстов с различных языков на арабский сыграли ключевую роль в развитии медицинской науки в исламском мире. Латинские переводы этих арабских текстов, в свою очередь, оказали существенное влияние на развитие медицины в Европе, особенно в период позднего Средневековья и начала эпохи Возрождения.
В отличие от Западной Европы, где христианская церковь часто рассматривала болезнь как божественное наказание и возражала против медицинского вмешательства, в исламском мире медицина и фармакология активно развивались. Уже в IX веке мусульманские учёные начали создавать медицинскую систему, основанную на научных наблюдениях и аналитическом подходе. С течением времени исламская медицинская наука достигла высокого уровня, а врачи приобрели признание за свои инновации в методах лечения и разработке лекарственных средств. Средневековый исламский мир дал миру великих врачей, таких как Абу Бакр ар-Рази и Ибн Сина, чьи труды стали основой для медицинского образования не только в исламских странах, но и в Европе. В медицинской практике того времени уделялось внимание не только лечению болезней, но и развитию больничного дела, совершенствованию хирургических методов, а также исследованиям в области фармакологии.